# La Quintana (Sant Julià de Vilatorta)
La Quintana és una masia del municipi de Sant Julià de Vilatorta (Osona) inclosa en l'Inventari del Patrimoni Arquitectònic de Catalunya.

## Descripció
Es tracta d'una masia de planta quadrada coberta a dues vessants amb el carener paral·lel a la façana, situada a migdia. A les altres façanes s'hi adossen diversos cossos. La construcció primitiva es troba assentada damunt la pedra i la consta de planta baixa, primer pis i golfes. La façana presenta un portal adovellat, situat al centre, i altres obertures més modernes. Al primer pis hi ha un balcó amb llinda gòtica així com una finestra lateral. A ponent hi ha una finestra conopial i una altra amb l'ampit motllurat. Al nord s'hi adossa un cos de planta amb un coll de pou a nivell del primer pis, amb boniques canaleres de pedra. A llevant hi ha diverses obertures, alguna de les quals també presenta inflexió gòtica -motiu que es repeteix en una de les finestres de les golfes-. Els murs, els pilars, i la bassa a redós de la casa.
La cabana és un edifici civil de planta rectangular, coberta a dues vessants amb el carener perpendicular a la façana la qual està situada a llevant. Consta de PB i primer pis. i està assentada directament damunt la pedra.
Presenta un portal rectangular amb un carreu datat al centre, damunt el qual s'hi obre una finestra d'arc rebaixat construït amb totxo i un trencaaigües al damunt acabat amb carteles de ceràmica, adorn que es repeteix a l'ampit de la finestra. La resta de murs són cecs. Però podem endevinar el sobre alçament del mur especialment a la part de migdia.
És construïda amb lleves de pedra unides amb morter de fang, tàpia i alguns afegitons de totxo. L'estat de conservació és mitjà.

## Història
La casa conserva les següents dades constructives: 1754, coll de pou 1760. Aquestes dades i les decoracions gòtiques ens fan situar la construcció o reforma de la casa entre els segles XVI-XVIII, malgrat que no consti en els fogatges del XVI. La trobem registrada però en el Nomenclàtor de la Província de Barcelona de l'any 1892, consta com ACL("hacienda casa de labor").
Segons la data constructiva, la cabana s'edificà pels voltants de 1870. Els elements decoratius de l'edificació ens fan pensar amb la possibilitat que hagués estat una capella.